# 433 TCN
Năm 433 TCN là một năm trong lịch Julius. 